# The Naval Review: Progress of the Royal Yacht
The Naval Review: Progress of the Royal Yacht è un cortometraggio muto del 1902. Il nome del regista non viene riportato nei credit del film ma vi appare quello del produttore Cecil M. Hepworth in qualità di direttore della fotografia.
Il Royal Yacht dell'epoca era la HMY Victoria and Albert, costruita da Sir William White e varata nel 1899. La nave prese servizio nell'estate 1901, sette mesi dopo la morte della regina Vittoria.

## Produzione
Il film fu prodotto dalla Hepworth.

## Distribuzione
Distribuito dalla Hepworth, il documentario - un cortometraggio della lunghezza di trenta metri - presumibilmente uscì nelle sale cinematografiche britanniche nel 1902.
Non si hanno altre notizie del film che si ritiene perduto, forse distrutto nel 1924 quando il produttore Cecil M. Hepworth, ormai fallito, cercò di recuperare l'argento del nitrato fondendo le pellicole.